# Bristol F.2 Fighter
Bristol F.2 Fighter byl britský jednomotorový dvoumístný dvouplošník, používaný v druhé polovině první světové války jako stíhací a průzkumný. Jednalo se o mimořádně výkonný a úspěšný víceúčelový letoun, oblíbený u svých osádek, který vydržel ve službě v britském Královském letectvu (RAF) až do roku 1932.

## Vznik a vývoj
Typ Bristol F.2 Fighter, osádkami přezdívaný Biff (přezdívka Brisfit je podstatně mladší, objevila se teprve v literatuře, a to až v 30. letech) vznikl na základě technických specifikací vypracovaných na podzim 1915. Ty požadovaly náhradu za typ Royal Aircraft Factory B.E.2, který se díky svým nízkým výkonům ukázal jako snadno zranitelný stíhacími stroji protivníka. Nový stroj měl být výkonnější, měl být schopen ubránit se stíhacím letounům a tedy operovat nad nepřátelským územím nezávisle na stíhacím doprovodu.
Typ Bristol F.2 vzniká postupným vývojem z konstrukcí R.2A a R.2B (druhý měl být výkonnější, drak byl zmenšen a stroj měl pohánět motor Hispano-Suiza 8A), první z projektů byl vypracován v březnu 1916. Ani jeden z projektů se neuskutečnil, ale R.2B posloužil k dalšímu vývoji poté, co měl být k dispozici zcela nový, ještě výkonnější motor Rolls-Royce 190 hp, Mk.I (ten ve skutečnosti dával vzletový výkon 230 hp a dnes je více známý pod pozdějším označením Rolls-Royce Falcon Mk.I). Vznikly dva prototypy, jeden s motorem Falcon I a druhý s osmiválcem Hispano-Suiza. První prototyp vzlétl 9. září 1916 (stroj výrobního čísla 1379 nesl sériové číslo A3303, za řízením byl Capt. Hooper), druhý jej následoval 25. října 1916 (výr. číslo 1380, s/n A3304). Mezitím již firma získala zakázku na stavbu prvních 50 sériových strojů, podepsanou 28. srpna 1916 (měly je pohánět motory Falcon I). Ty nesly sériová čísla A3305 až A3354, šlo o stroje výrobních čísel 1431 až 1480. Stroje byly dodány od 20. prosince 1916 do 23. března 1917. V listopadu 1916 byla podepsána další zakázka, tentokrát na 200 strojů kterým byla přidělena sériová čísla A7101 až A7300.
Snad jedinou nectností byl, podle připomínek pilotů, poněkud horší výhled dolů. Na základě připomínek byla překonstruována střední část trupu a spodní křídlo, změny navíc zasáhly i vodorovné ocasní plochy. Do této podoby byl koncem roku 1916 přestavěn druhý prototyp (A3304), a pod označením F.2B se dostal do výroby — v této podobě byly vyrobeny všechny další stroje, počínaje výše zmíněnými stroji s/n A7101-A7300 (měly výrobní čísla 2069 až 2268).
Konstrukce byla natolik zdařilá, že typ se bez větších změn udržel ve výrobě až do konce války, největší změnou byla montáž různých motorů, hlavně výkonnějších verzí motoru Falcon (Falcon II o 250 hp a Falcon III o 285 hp).
Na základě zkušeností s novými stroji bylo v červenci 1917 rozhodnuto postupně těmito letouny přezbrojit řadu jednotek, doposud vyzbrojených jinými typy, které již byly, díky svým již nepostačujícím výkonům, snadno zranitelné (kupř. rámové dvouplošníky s tlačným motorem typu F.E.2b a F.E.2d). V září 1917 Bristol (resp. tehdy stále ještě British & Colonial Aeroplane Co., Ltd.) dostal velkou zakázku na výrobu dalších strojů F.2B. Navíc byly během října a listopadu 1917, kvůli nedostatečné výrobní kapacitě mateřské firmy, zadány další zakázky na celkem 800 strojů firmám Gloucestershire Aircraft Co. Ltd. (pozdější Gloster), Marshall & Sons a National Aircraft Factory No. 3 sídlící v Aintree. Zpočátku ovšem značně zaostávala výroba motorů Rolls-Royce Falcon, která pokrývala jen výrobu u Bristolu, takže se za ně musela hledat alternativa. Vedle motorů Falcon se tak na F.2B montovaly i jiné motory, volba padla na typy Hispano-Suiza 8Ab (později na zdokonalené a výkonnější verze 8B a 8Ba, vybavené reduktorem) a Sunbeam Arab I (koncepčně byly obdobou francouzského typu, ale jednalo se o vlastní konstrukci firmy Sunbeam). Tyto motory ale byly slabší, proto se předpokládalo že budou přednostně dodávány k jednotkám specializujícím se na přífrontový průzkum a jako pozorovací pro řízení dělostřelecké palby (u těchto postupně nahrazovaly mj. typy Royal Aircraft Factory R.E.8 a Armstrong Whitworth F.K.8). Ovšem ani jejich dodávky nebyly bez problémů — kupříkladu NAF No. 3 měla na v licenci stavěné stroje montovat osmiválce Hispano-Suiza, ale motory dodávané francouzskou firmou Brasier byly nekvalitně vyrobené, doslova v katastrofálním technickém stavu a musely před montáží procházet opravami (navíc ty zase byly velice žádané také pro výrobu stíhaček S.E.5a, kam navíc přednostně šly i motory vyráběné v licenci u firmy Wolseley). Nakonec National Aircraft Factory No. 3 svoje F.2B dodávala s Falcony III. Ve výsledku RAF dávalo vcelku pochopitelně přednost strojům s motory Falcon III, jiné stroje byly buď na méně exponovaných bojištích nebo u jednotek v Británii (kupříkladu k 31. říjnu 1918 mělo RAF ve stavu 721 strojů Type 15 F.2B s motory Arab, ale jen 79 z nich bylo u jednotek ve Francii).
Válečné objednávky se vyšplhaly až na asi 5500 kusů, ale krátce po příměří byly okamžitě stornovány dva poslední kontrakty (součet strojů převzatých RFC a následně RAF i tak do konce roku 1918 vyšplhal na 3101 letounů).
Vedle jiného se také uvažovalo o licenční stavbě stroje ve Spojených státech (obdobně jako tam byl stavěn i typ Airco D.H.4), ale vše bylo více než velmi zkomplikováno požadavkem na zástavbu vlastního motoru Liberty 12, sice výkonnějšího, ale také těžšího než Falcon III. Nakonec sice bylo vyrobeno menší množství strojů O-1, ale rozhodně nešlo o stejně dobrý stroj jako byla původní konstrukce. Nakonec ještě na základě Fighteru v USA vznikly značně změněné stroje B-3 a B-4 (později přeznačené na XB-1 a XB-2), ale ani s nimi se Američané nedopracovali úspěchu. Protože se ale jedná prakticky o zcela nové stroje, zasloužily by si samostatný popis.

## Verze
- Bristol 12 F.2A Fighter
  - motor Rolls-Royce Falcon I
- Bristol 14 F.2B Fighter

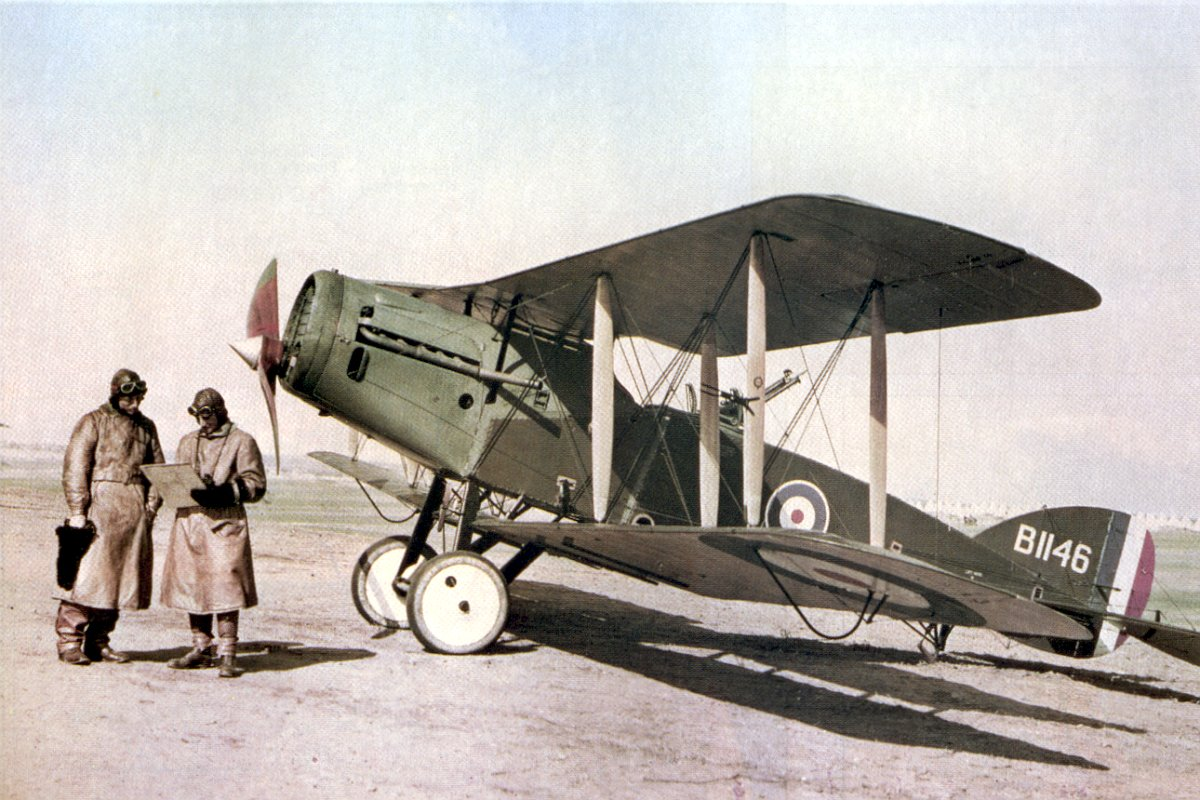
Australský F.2B vyfotografovaný v únoru 1918 v Palestině

  - motory Rolls-Royce Falcon I a Falcon II, R.A.F.4d
- Bristol 14 F.2B Fighter II
  - motor Falcon III
- Bristol 15 F.2B Fighter
  - motor Sunbeam Arab I
- Bristol 16 F.2B Fighter
  - motory Hispano-Suiza 8Ab, Hispano-Suiza 8B, Hispano-Suiza 8Ba
- Bristol 17, 17A, 17B F.2B Fighter
  - motor Hispano-Suiza 8Fb, Hispano-Suiza 8F
- Bristol 40 F.2B Fighter
  - motor Siddeley-Deasy Puma HC (tato verze motoru existovala pouze v prototypech, výkon 290 hp/216 kW)

## Bojové nasazení během I. světové války

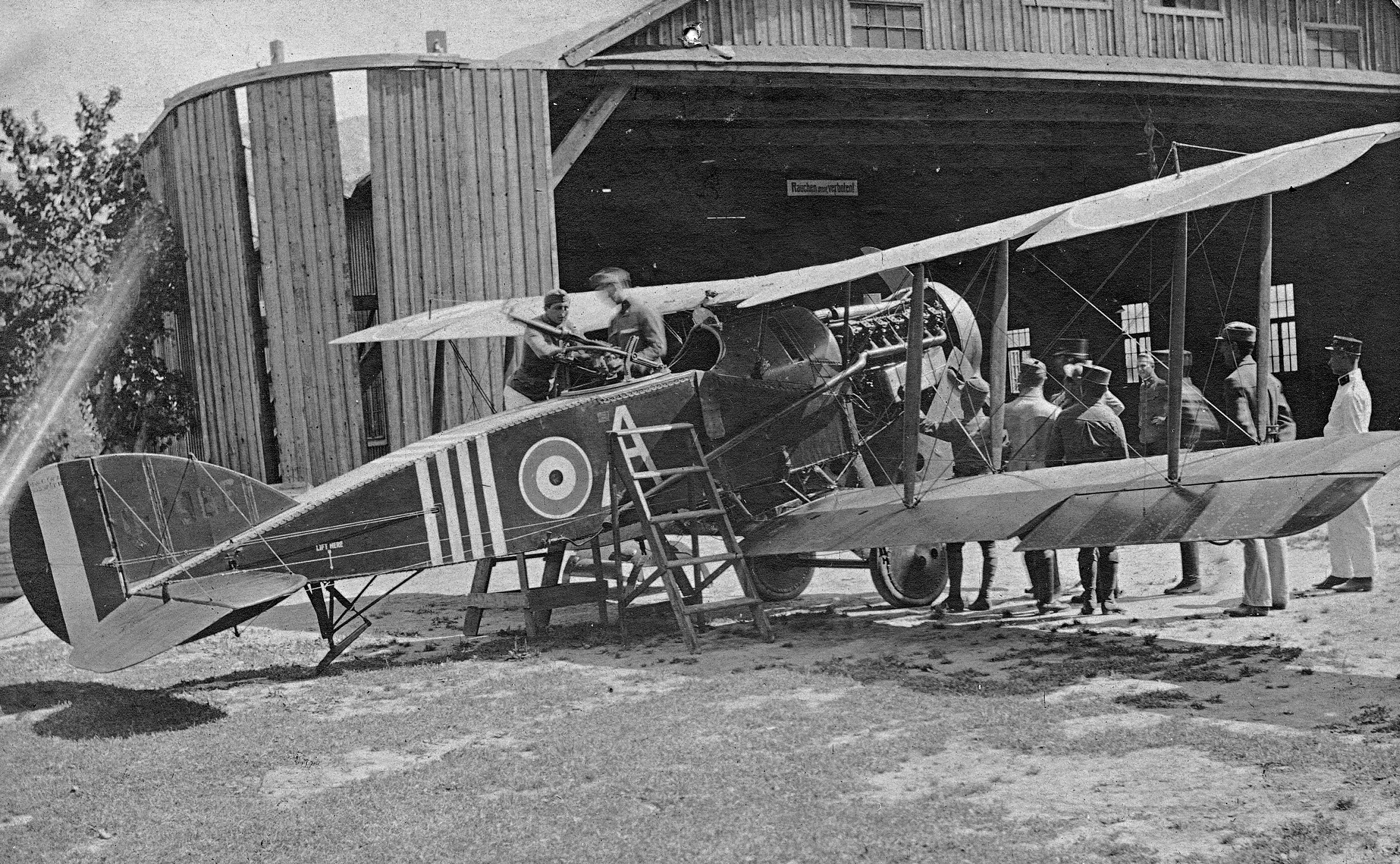
Bristol F.2B Fighter

První operační jednotkou byla 48. peruť RFC, jediná která bojovala se strojích F.2A. Po přezbrojení přelétla 8. března 1917 do Francie a 5. dubna se aktivně zapojila do bojů (nasazení nových strojů F.2A a bombardérů Airco D.H.4 bylo pozdrženo, měly být překvapením při letecké podpoře ofenzívy u Arrasu, která měla být zahájena 9. dubna). Premiéra nového stroje ale příliš nevyšla – šestice strojů, kterou vedl William Leefe Robinson, V.C. (byl mu udělen po sestřelení německé vzducholodi v září 1916), se střetla s pěti Albatrosy D.III od Jasta 11. Čtyři britské stroje byly sestřeleny, včetně vedoucího stroje (W. L. Robinson padl do zajetí). A tyto ztráty nebyly jediné – 11. dubna byly sestřeleny další čtyři stroje, a 16. přistálo všech šest strojů hlídky po vyčerpání paliva za nepřátelskými liniemi.
Ztráty byly způsobeny především pasivní taktikou, kdy stroje i po napadení dále letěly v sevřeném tvaru, kdy obrana zůstávala zcela na pozorovateli. Ovšem již koncem měsíce piloti přešli na zcela novou, ofenzivní taktiku, kdy s těmito (poměrně rozměrnými a těžkými, ale díky výkonným motorům rychlými a vcelku i obratnými) stroji začali létat jako s jednomístnou stíhačkou. Přijali manévrový boj a začali sami aktivně střetnutí vyhledávat, využívajíce přitom moment překvapení a vysoké rychlosti svých strojů (navíc díky značné strukturální pevnosti mohli bez obav protivníka přepadnout z převýšení, letem střemhlav). Už 30. dubna si šestice F.2A takto vybojovala cestu domů bez jediné vlastní ztráty. Stroje F.2A byly již mezi květnem a červencem staženy z první linie, kde je nahradily F.2B. Od května 1917 byla na „Biff“ přezbrojována i 11. peruť RFC (zde létala jedna z nejslavnějších osádek „Biffů“, kanadský pilot Andrew Edward McKeever, DSO, MC & Bar, DFC & Bar a pozorovatel Leslie Archibald Powell, MC & Bar — McKeever sestřelil 31 nepřátelských strojů, Powellovo „skóre“ se vyšplhalo na 19 strojů protivníka).

## Přehled perutí RFC a RAF typem vyzbrojených

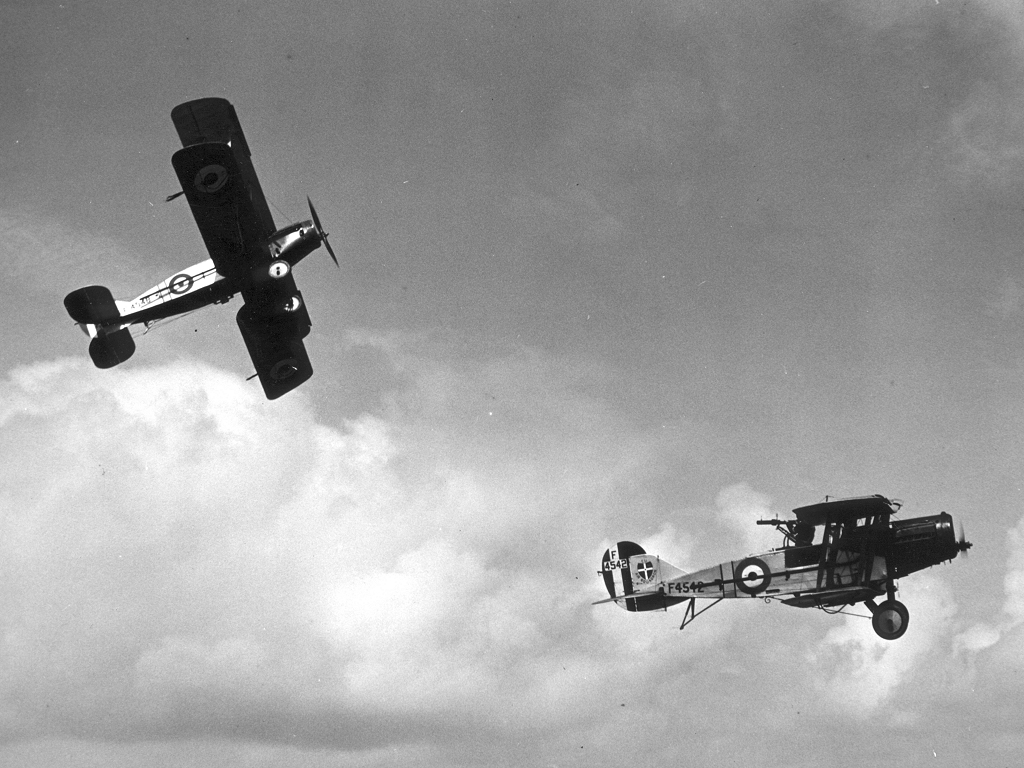
Bristol F2B Fighter, RAF, 1920

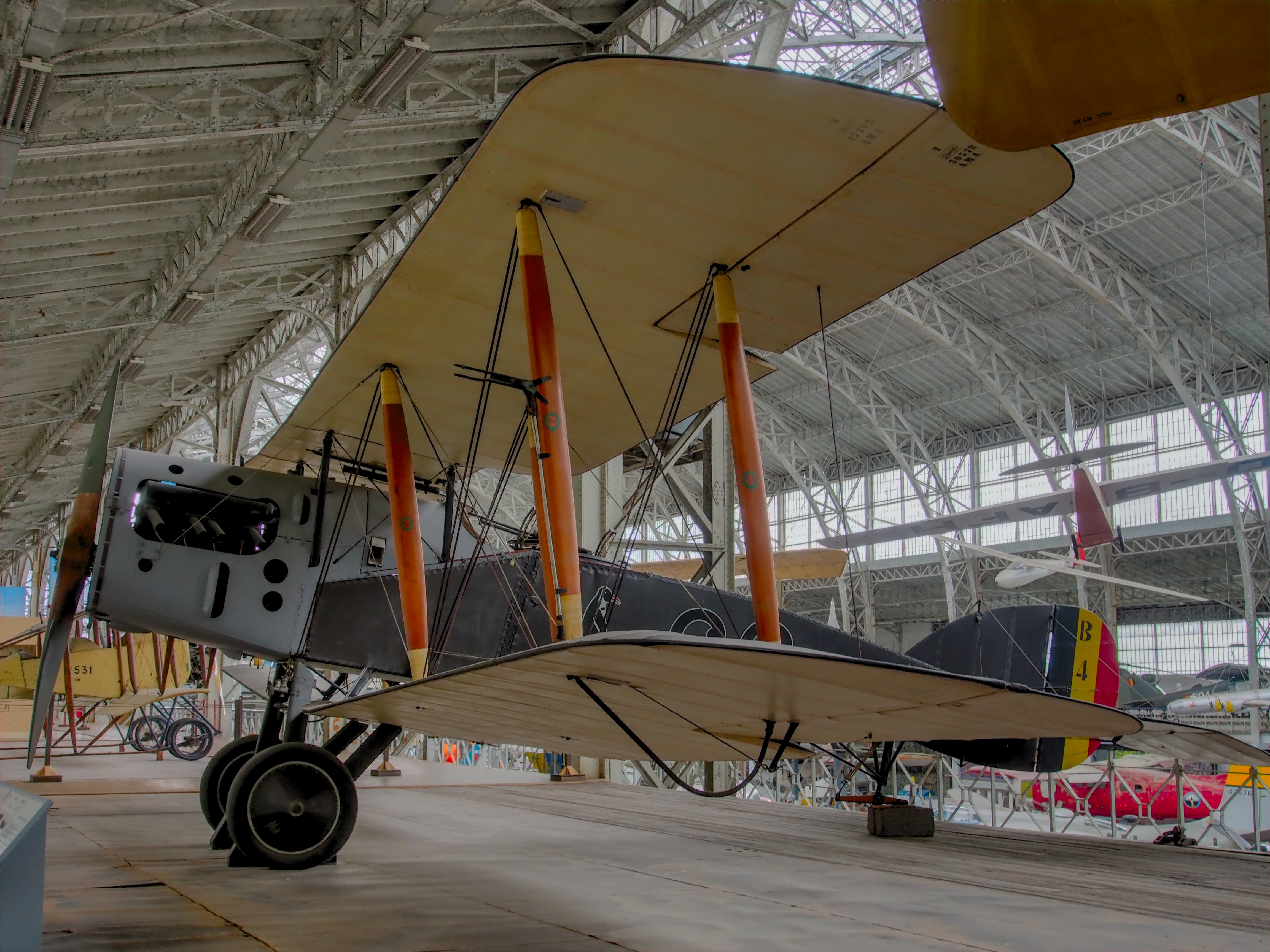
Belgický Bristol F.2B Fighter (B4-66)

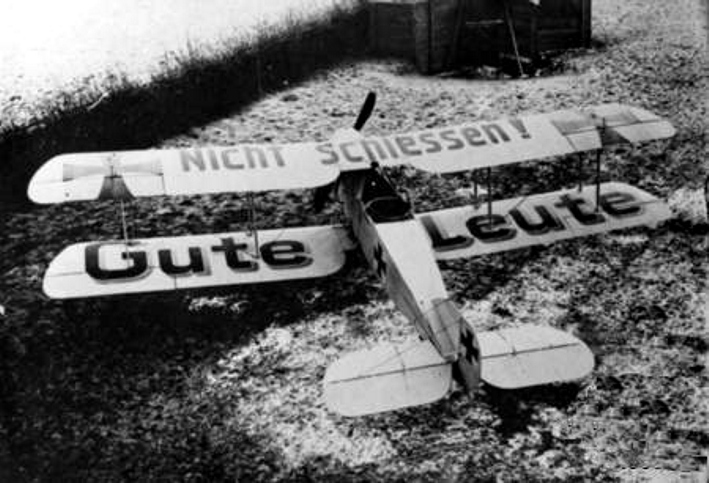
Ukořistěný Bristol F.2 Fighter

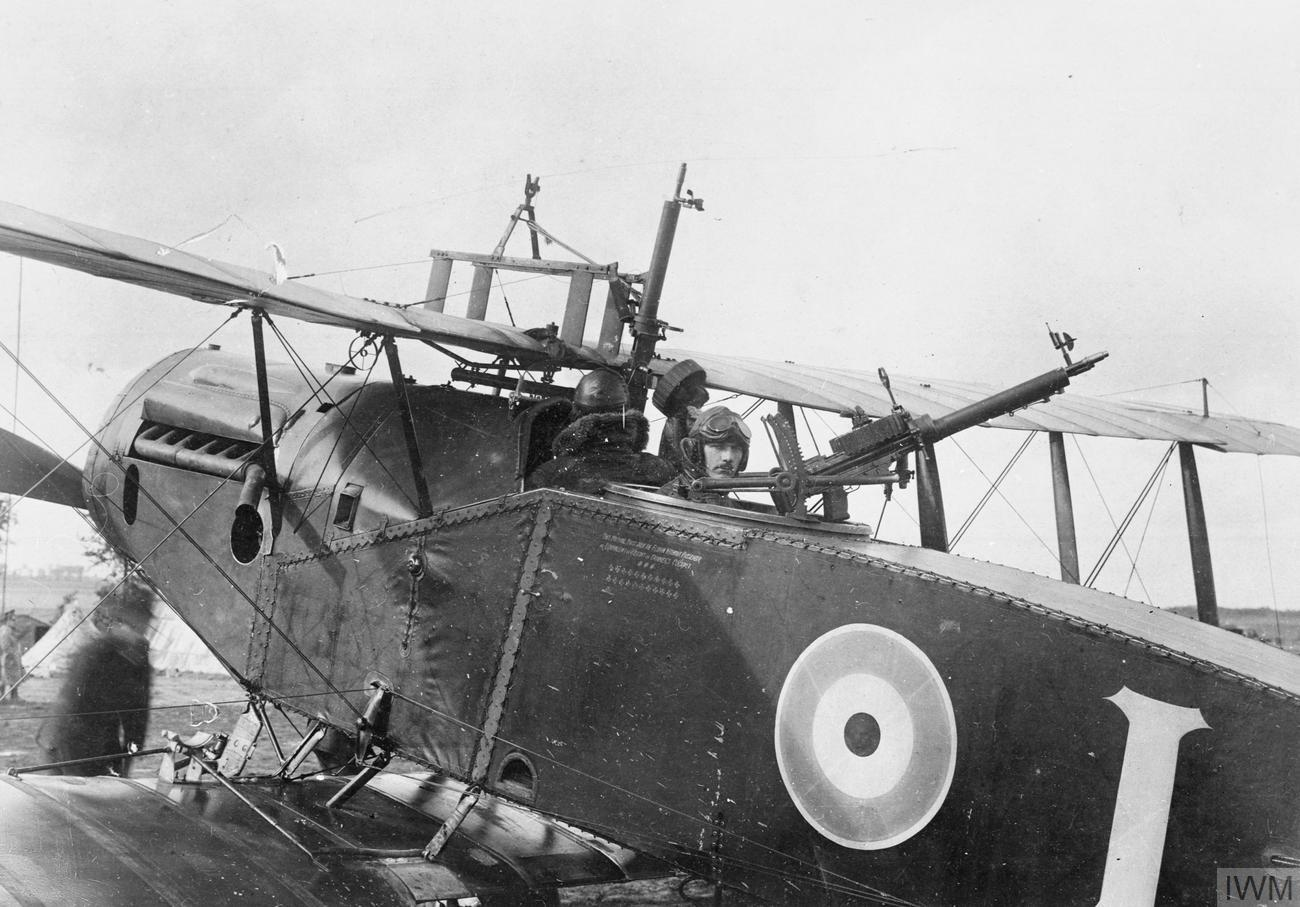
Bristol F.2 Fighter

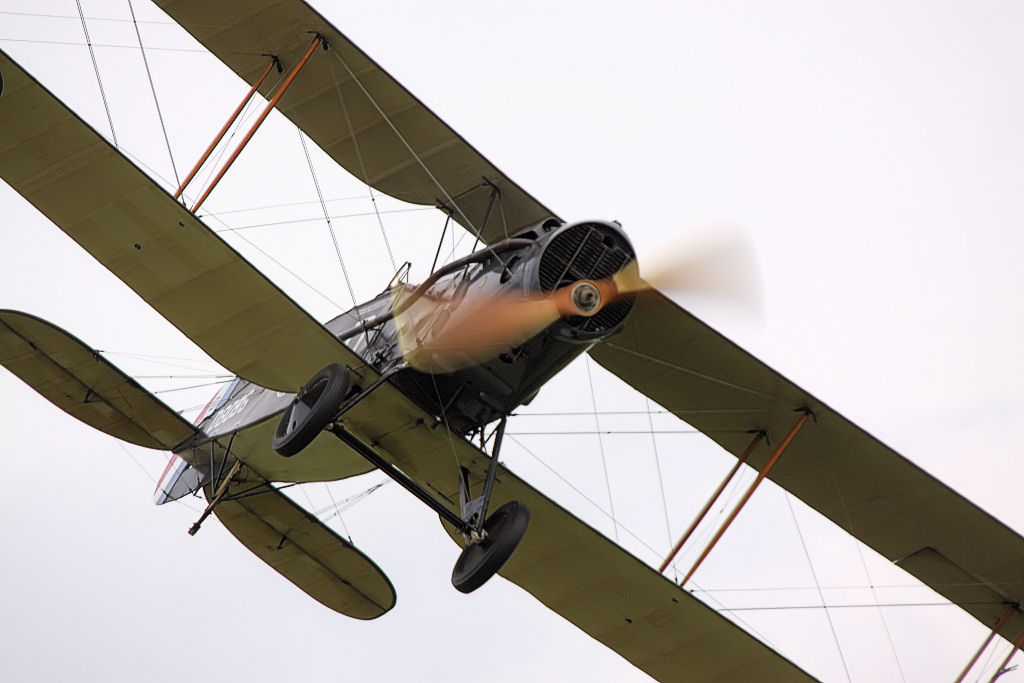
Bristol F.2B Fighter

Poznámka: Tučně jsou vyznačeny perutě typem vyzbrojené v období do listopadu 1918
- 2. peruť (únor 1920-leden 1930)
  - 1. února 1920 byla 105. peruť přečíslována na 2. peruť
- 4. peruť (duben 1920-říjen 1929)
- 5. peruť (březen-říjen 1919)
  - 48. peruť přečíslována na 5. peruť (duben 1920-květen 1931)
- 6. peruť (únor-duben 1919, červenec 1920-červen 1932)
- 8. peruť (prosinec 1918-červenec 1919)
- 9. peruť (červenec-říjen 1918, únor-červenec 1919)
- 10. peruť (červen-říjen 1918)
- 11. peruť (květen 1917-říjen 1919)
- 12. peruť (březen 1918-červenec 1922)
- 13. peruť (duben 1924-leden 1928)
- 14. peruť (únor 1920-únor 1926)
- 16. peruť (duben 1924-březen 1931)
- 20. peruť (srpen 1917-květen 1919, červenec 1919-březen 1932)
- 22. peruť (červenec 1917-srpen 1919)
- 24. peruť (únor 1920-červenec 1930)
- 28. peruť (duben 1920-září 1931)
- 31. peruť (červen 1919-duben 1931)
- 33. peruť (červen-srpen 1918)
- 34. peruť (duben-červenec 1918)
- 35. peruť (únor-červenec 1918, září 1918-leden 1919)
- 36. peruť (duben 1918-červen 1919)
- 39. peruť (prosinec 1917-listopad 1918)
- 48. peruť (březen 1917-květen 1919, srpen 1919-duben 1920)
  - IV/1920 — 48. peruť přečíslována na 5. peruť
- 59. peruť (duben 1918-srpen 1919)
- 62. peruť (květen 1917-červenec 1919)
- 67. peruť (leden-únor 1918)
  - 6. února 1918 přečíslována na 1. peruť AFC
- 76. peruť (červenec-srpen 1918)
- 88. peruť (březen 1918-srpen 1919)
- 100. peruť (únor 1920-březen 1922)
- 105. peruť (prosinec 1918-únor 1920)
  - 1. února 1920 byla 105. peruť přečíslována na 2. peruť
- 106. peruť (leden-říjen 1919)
- 111. peruť (září 1917-únor 1918, leden 1919-únor 1920)
- 114. peruť (říjen 1919-duben 1920)
- 138. peruť (říjen 1918-únor 1919)
- 139. peruť (červenec 1918-únor 1919)
- 141. peruť (březen 1918-únor 1920)
- 208. peruť (říjen 1920-květen 1930)

Australian Flying Corps (od 31. března 1921 Royal Australian Air Force)
- 1. peruť AFC (únor 1918-květen 1919)
  - vznikla 6. února 1918 přečíslováním 67. perutě RFC na 1. peruť AFC
- 7. (cvičná) peruť AFC
  - do 19. ledna 1918 šlo o 32. (australská) cvičná peruť RFC

## Specifikace (F.2B s motorem Falcon III)

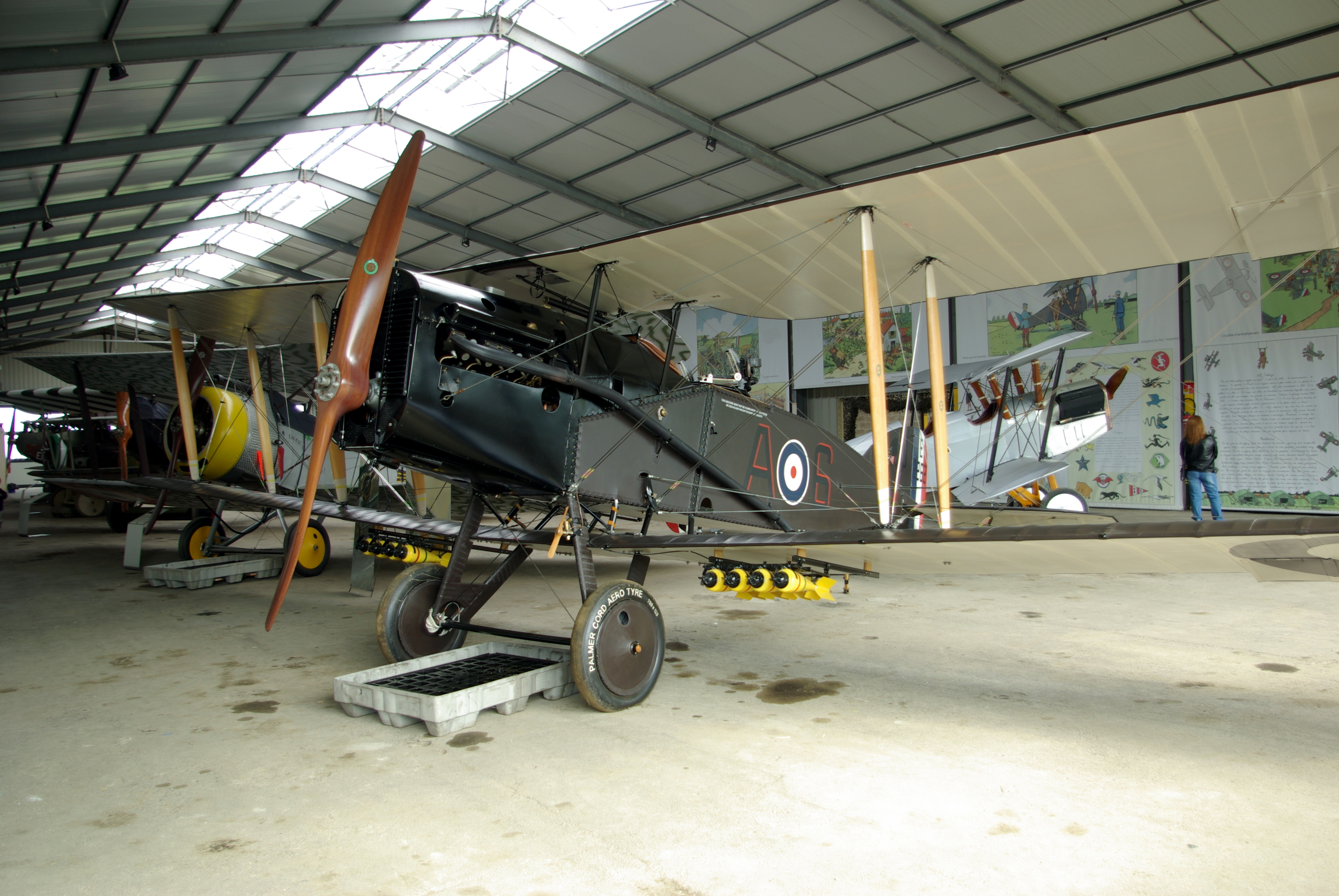
Bristol F2B Fighter

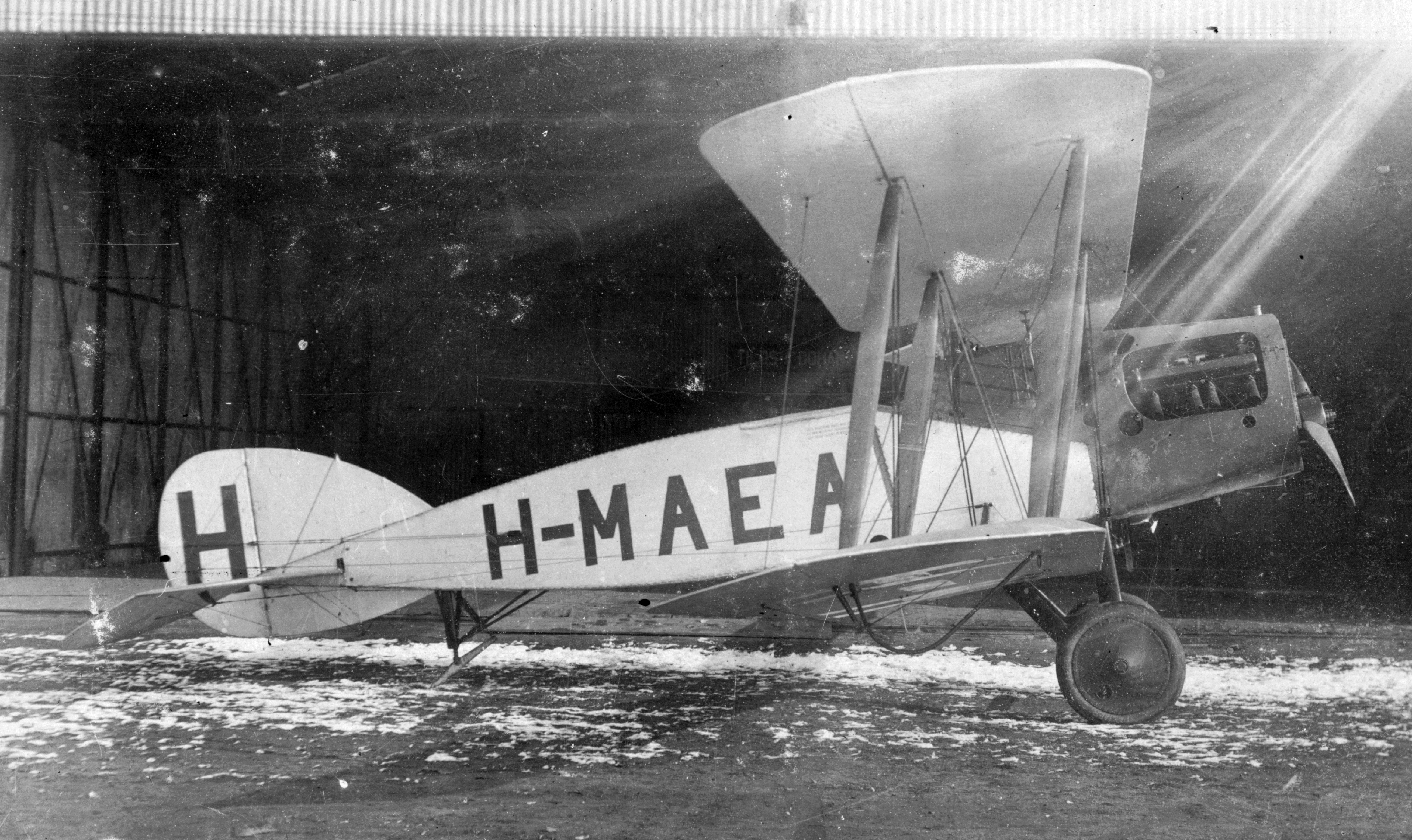
Bristol F.2B Fighter (H-MAEA)

### Technické údaje
- Posádka: 2 (pilot a střelec/pozorovatel)
- Rozpětí: 11,963 m
- Délka: 7,874 m
- Výška: 2,972 m
- Nosná plocha: 37,62 m²
- Hmotnost prázdného letounu: 877 kg
- Vzletová hmotnost: 1261 kg
- Pohonná jednotka: 1 × vodou chlazený vidlicový dvanáctiválec Rolls-Royce Falcon III
- Výkon pohonné jednotky: 285 hp

### Výkony
- Maximální rychlost:
  - 198 km/h ve výšce 1524 m
  - 182 km/h ve výšce 3048 m
- Dostup: 6096 m
- Čas výstupu do výšky 4572 m: 21 min 20 sec
- Vytrvalost: 3 hod

### Výzbroj
- 1 × synchronizovaný kulomet Vickers ráže 7,7 mm
- 1–2 × pohyblivý kulomet Lewis ráže 7,7 mm ovládaný pozorovatelem, na oběžném kruhu Scarff No. 2
- max. 109 kg pum (12 kusů 20liberních pum)